# Move That Body
Move That Body è un singolo del rapper statunitense Nelly, il secondo estratto dal sesto album in studio 5.0 e pubblicato il 12 ottobre 2010.
Il brano ha visto la partecipazione vocale dei cantanti T-Pain e Akon.

## Tracce
1. Move That Body (featuring T-Pain & Akon) – 3:24

## Classifiche
| Classifica (2010) | Posizione massima |
| ----------------- | ----------------- |
| ARIA Charts       | 29                |
| Stati Uniti       | 54                |
| Regno Unito       | 71                |
| Regno Unito (R&B) | 24                |